# Munneurycope glacialis
Munneurycope glacialis är en kräftdjursart som beskrevs av Malyutina och Oleg Grigor'evich Kussakin 1996. Munneurycope glacialis ingår i släktet Munneurycope och familjen Munnopsidae. Inga underarter finns listade i Catalogue of Life.